# Bruno Gumpert
Bruno Gumpert (* 17. November 1907; † 25. April 1960) war ein österreichischer Segelflugpionier und Flugzeugkonstrukteur.

## Leben und Werk
Ab den 1930er Jahren prägte er die Entwicklung des Segelflugsports in Österreich als Pilot und Konstrukteur.

### Zwischenkriegszeit
Von 1931 bis 1938 konstruierte er vier verschiedene Segelflugzeugtypen (G1, G2 – Schöckelhex, Schwalbe I, Schwalbe II), welche u. a. zur Nachwuchsschulung eingesetzt wurden. Das Flugzeug G2 – Schöckelhex (Registrierung OE-0017) blieb erhalten und ist im Technischen Museum Wien ausgestellt.
Zeitgleich engagierte er sich im Segelstreckenflug, und im Segelkunstflug und erwarb im Jahre 1935 als vierter Österreicher die Silber-C. Weitere sportliche erfolge in der Zwischenkriegszeit waren der Sieg im Streckenflug beim ersten alpinen Gaisberg-Segelflugwettberb mit einer Strecke von 142 km, sowie der zweite Rang in der Gesamtwertung beim hochalpinen Segelfluglager auf dem Jungfraujoch (beides 1935), wobei er den Dauerflugbewerb mit einer Flugdauer von 4 Stunden 48 Minuten für sich entscheiden konnte. Bei den Olympischen Sommerspielen 1936 trat er für Österreich beim Segelkunstflug an. Dieser mit 14 Teilnehmern auf dem Flugplatz Staaken durchgeführte Wettkampf diente nur zu Demonstrationszwecken. 
Im Jahre 1935 durchlief er schließlich eine Motorflugausbildung und trat in den Dienst der österreichischen Luftstreitkräfte um später Lehrer an der Militärakademie Wiener Neustadt zu werden.

### Während des Zweiten Weltkriegs
Im Zweiten Weltkrieg diente er zunächst in der Luftwaffe der Wehrmacht als Flieger-Oberingenieur im Stab der I. Gruppe des Kampfgeschwaders 40. Am 10. Januar 1941 befand er sich mit seiner Focke-Wulf Fw 200 (Geschwaderkennung F8+AB) auf einem Aufklärungsflug über dem Nordatlantik, als er 320 km nordwestlich von Irland abgeschossen wurde. Dabei geriet er in britische Kriegsgefangenschaft. Nachdem er durch einen Gefangenenaustausch in das Deutsche Reich zurückkehren konnte, arbeitete er in der Erprobungsstelle Rechlin an der Entwicklung und Erprobung des Jumo 004b Strahltriebwerks. Am Ende des Krieges war er Flieger-Hauptingenieur.

### Nachkriegszeit
Nach dem Krieg leitete er zunächst ein technisches Büro in München, arbeitete danach bei Turboméca in Bordes und kehrte 1949 nach Österreich zurück, wo er sich für den Wiederaufbau des zwischenzeitlich verbotenen Flugsportes in Österreich engagierte. Von 1954 bis 1956 leitete er die Versuchsanstalt für Luftfahrt in Wien, 1957 trat er ein zweites Mal in die österreichischen Luftstreitkräfte ein.
Er starb 1960 infolge eines Herzinfarkts.